# 21576 McGivney
21576 McGivney este un asteroid din centura principală de asteroizi.

## Descriere
21576 McGivney este un asteroid din centura principală de asteroizi. A fost descoperit pe 19 septembrie 1998 la Needville de W. G. Dillon. Asteroidul prezintă o orbită caracterizată de o semiaxă mare de 3,17 ua, o excentricitate de 0,14 și o înclinație de 2,2° în raport cu ecliptica.